# Witflankmiersluiper
De witflankmiersluiper (Myrmotherula axillaris) is een zangvogel uit de familie Thamnophilidae (miervogels).

## Verspreiding en leefgebied
Deze soort komt voor van Honduras tot het Amazonebekken en telt vijf ondersoorten:
- M. a. albigula: van zuidoostelijk Honduras tot westelijk Colombia en westelijk Ecuador.
- M. a. melaena: het noordwestelijk Amazonebekken.
- M. a. heterozyga: oostelijk Peru en westelijk Brazilië.
- M. a. axillaris: Venezuela, de Guyana's, Trinidad, oostelijk amazonisch Brazilië en noordoostelijk Bolivia.
- M. a. fresnayana: zuidoostelijk Peru en noordwestelijk Bolivia.

## Status
De grootte van de populatie is niet gekwantificeerd maar de soort wordt omschreven als algemeen. Op de Rode lijst van de IUCN heeft deze soort de status niet bedreigd.